# Эмпериум
ООО «Эмпериум» — российская компания, занимающаяся производство речных судов с электродвигателем. Входит в  Sitronics Group. Эта компания первая начала серийное производство электросудов в России.

## История
Компания была создана в 2019 году. Она имеет собственное конструкторское бюро, а также верфь в городе Отрадном в Ленинградской области, которая выпускает электросуда вместимостью от 50 до 200 человек. 
С 2021 по 2023 год по заказу АО «Водоходъ. Пассажирский Порт» компания построила 19 пассажирских речных аква-электробусов проекта ТФРП.401, которые начали перевозки в Москве с июня 2023 года.
Также по заказу компании «Водоходъ. Пассажирский Порт» в 2022-2023 годах компания построила два прогулочных электрических речных судна катамаранного типа проекта РЕГ.122, предназначенные для работы на Волге в Нижнем Новгороде и на Енисее в Красноярске.
В 2023 году генеральный директор компании Николай Малухин заявил, что компания разрабатывает трехпалубный круизный электрокатамаран длиной почти 60 метров с каютами для размещения более 40 пассажиров, а также двухпалубное судно на электротяге длиной более 30 метров вместимостью 130 пассажиров (в ресторанной рассадке), с максимальным числом до 200 пассажиров. 
С 2022 по 2023 год компанию возглавлял Борис Абашин, в 2023 году — Алексей Тимощук, затем — Николай Малухин, в 2024 году — Денис Войткевич, а в 2025 году генеральным директором стал Денис Самсиков.

## Собственники
По данным на 2024 год, основная доля уставного капитала компании в 50,2% принадлежит Sitronics Group (входит в АФК «Система»). Еще 20,36% у Андриана Правдина, 13,57% у Андрея Смирнова, 10% у ООО «Новые морские инвестиции» и 1,06% у Алексея Зюзина.

## Деятельность

### Показатели деятельности
В 2024 году выручка ООО «Эмпериум» составила 2,3 млрд руб., что более чем в два раза меньше показателя 2023 года (5,1 млрд руб.).